# Firemní styl

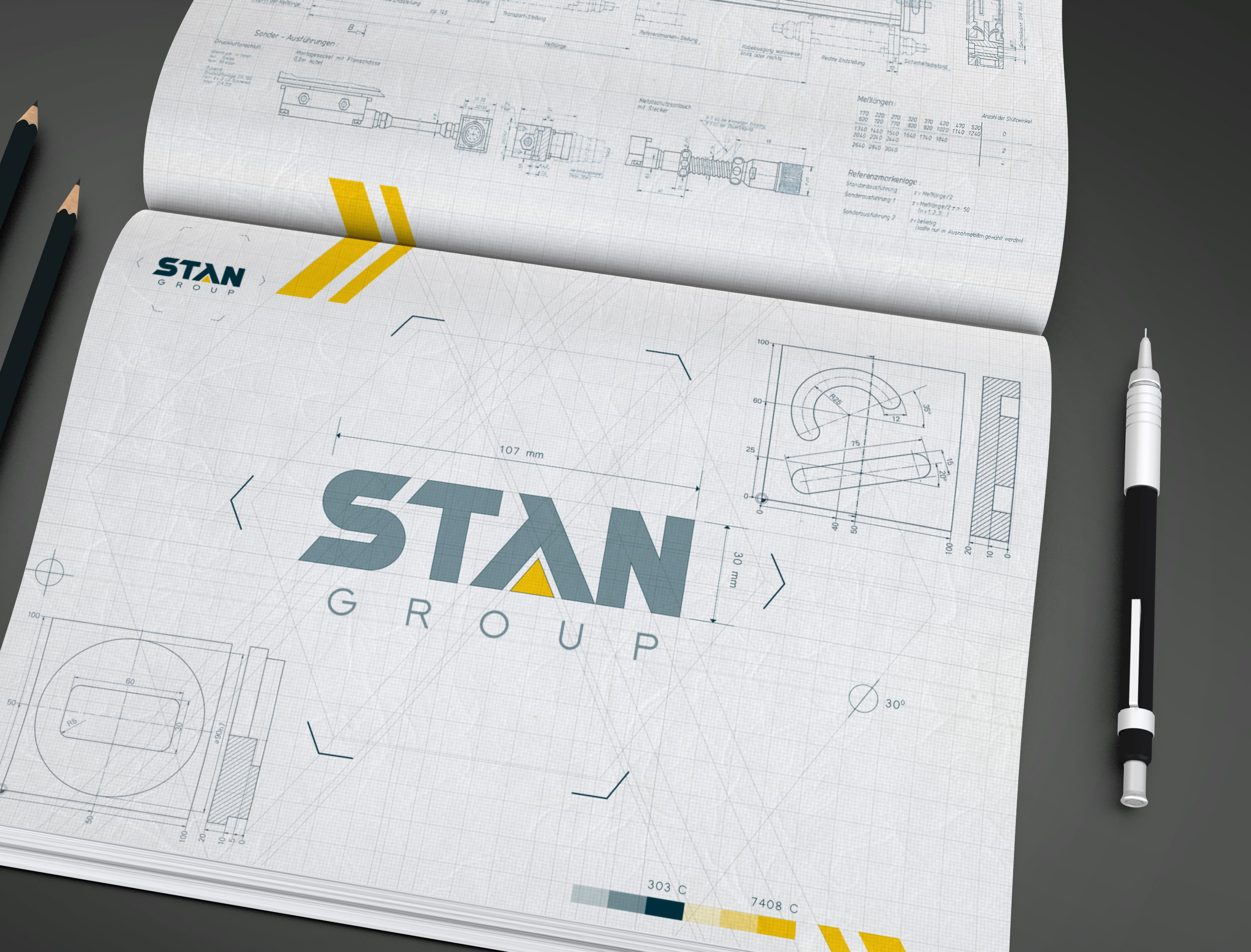
Návrh loga pro použití v rámci firemního stylu.

Firemní styl, často přepisováno anglicky jako corporate identity, je souhrnné označení pro soubor pravidel určujících jak vnější vystupování firmy ke svému okolí a zákazníkům, tak vnitrofiremní vztahy mezi zaměstnanci, systém komunikace, řízení a odměňování. Disponuje tedy určitým součtem vlastností a způsobů prezentace, které spojují organizaci a současně ji od jiné odlišují. O podnikovém stylu můžeme říci, že je smyslem i formou určité organizace.

## Struktura
Struktura podnikové identity závisí na třech pilířích či komponentech.
1. Základ (názvy, normy, ideje a systémy organizace)
2. Zveřejnění identity – jak se identita dostane do povědomí veřejnosti (ztvárnění, kultura, komunikace,...)
3. Image – účinnost firemního stylu na vnitřní a vnější okolí[1]

## Firemní filozofie
Filozofie udává směr, kterým se firma vydá na cestě podnikání směrem k zákazníkovi. Image má velký vliv při rozhodování zákazníka o volbě značky produktu. Cílový image, který vychází z firemní identity, by se však měl od konkurence patřičně lišit tak, aby byl jedinečný a zákazník (či celé okolí podniku) si ho jednoduše uchoval pozitivně v paměti. A právě konkurenční odlišnost a jedinečnost by měla stanovit firemní filozofie.
Mezi hlavní přínosy firemní identity patří:
- komplexnost a systémovost,
- prezentace firemní originality, jedinečnosti a specifičnosti,
- stabilita a dlouhodobé působení dovnitř i navenek,
- ztotožnění se zaměstnanci a spolupracovníky,
- prestiž,
- urychluje a zefektivňuje veškerou komunikaci a propagaci firmy.[2]

## Firemní koncepty
Prvky firemní identity se vzájemně ovlivňují, vytvářejí různé vazby a vztahy a působí směrem do firmy i ven. Vytváří tak jednotný obraz o firmě. Mezi tyto základní prostředky firemní identity patří firemní design (corporate design), firemní komunikace (corporate communication) a firemní kultura (corporate culture).

### Design
Firemní design je podstatou vizuální identity firmy, neboť na jeho základě můžeme firmu identifikovat a odlišit ji od ostatních firem. Jedná se o soubor vizuálních hodnot používaných v komunikaci uvnitř, ale zejména vně firmy. Pro pojem „design“ se často používá i označení jednotný vizuální styl (JVS), tj. graficky zpracovaná vizuální tvář firmy: v první řadě název firmy a způsob jeho prezentace, logo a/nebo logotyp, dále firemní barvy, uniformy, také třeba letáčky, vizitky, potisky textilií či automobilů a jiné propagační tiskoviny, dále webové stránky, reklamní hesla a postupy, značku pro zviditelnění a odlišení produktu nebo grafiku obalů atd. JVS tvoří grafický designér a jeho využívání definuje grafickým manuálem („logomanuálem“), který obsahuje souhrn grafických pravidel.

### Komunikace
Firemní komunikace obsahuje všechny komunikační prostředky, komunikaci s vnějším i vnitřním prostředím a všechny formy chování, jimiž firma o sobě něco sděluje. Podle většiny autorů zahrnuje public relations, corporate advertising, human relations, investor relations, employee communications, government relations. Firemní komunikace si klade za cíl adekvátní oslovení jednotlivých cílových skupin tak, aby byly vytvořeny pozitivní postoje k firmě a aby se firemní komunikace stala důležitou a nedělitelnou součástí firemní identity. Důležitá je analýza komunikace, která se provádí na základě sběru dat.

### Kultura
Firemní kultura zahrnuje celkový charakter firmy a jejich pracovníku navenek, atmosféru firmy, ovzduší a vnitřní život ovlivňující myšlení a chování spolupracovníků firmy. Jedná se o vztahy mezi zaměstnanci, zvyklosti, rituály a ceremoniály využívané ve firmě a o hodnoty, které se projevují v obecných vzorcích chování a jednání všech pracovníků.

## Image
Firemní image navazuje na firemní identitu a firemní koncepce."Image je představa, kterou si vytvořila jedna veřejnost nebo více veřejností o nějaké osobě, podniku nebo instituci. A to nikoliv jako dokreslený obraz, ale spíš jako mozaiku z pochycených, zlomkových, do sebe vzájemně velnutých detailů."
Pozitivní image může jednoduše představovat dobré jméno, zvuk firmy, dobrou pověst, dokonce i pouhý pozitivní pocit. Image je velice důležitou součástí podniku. Je to komunikace organizace s okolím a vytváří jakýsi pohled okolí na podnik.